# Procek z Kunštátu a Rychvaldu
Procek z Kunštátu a Rychvaldu byl moravský šlechtic z rodu pánů z Kunštátu.

## Život
Jeho otcem byl Kuna z Kunštátu a Lysic. První písemná zmínka o Prockovi pochází z roku 1373. Po svém otci zdědil čtvrtinu hradu Rychvald, po kterém se psal. 
V roce 1374 se uvádí Prockova první žena, kterou byla Eliška z Krotenfulu. V roce 1375 byl Rychvald dobyt, ale Prockův život to příliš nenarušilo. V následujících letech je zmiňován při zasedání soudu v Olomouci, podnikal i mnohé majetkové transakce, kdy prodával a kupoval různé vsi či jejich části. Roku 1378 se připomíná jeho syn Kuník, který však v mladém věku zemřel. 
V roce 1398 je uváděna jeho druhá žena Kateřina ze Sovince. 
Z listin vyplývá i častý společný postup Procka a jeho bratra Aleše, který si byl zřejmě vědom absence vlastního dědice a zapsal pro případ své smrti některé majetky na Procka, jeho manželku či dědice. Např. roku 1418 koupil Aleš tvrz v Petrovicích a její příslušenství společně s Prockovou ženou Kateřinou. Naposledy je Procek uváděn roku 1421, kdy se účastnil listopadového sněmu v Brně.
Procek měl kromě syna Kuníka, který záhy zemřel, jednoho syna a dvě dcery. Jeho majetek zdědil Heralt Semenec, který se roku 1421 uvádí "na Pornicích." Prockova dcera Eliška si vzala Zikmunda z Ronova a Letovic, Druhá dcera Anežka Heralta z Kunštátu a Loučan.